# Cybercast News Service
Cybercast News Service (também conhecido como CNSNews.com ) é um site de notícias fundada por L. Brent Bozell III e de propriedade da Media Research Center.

## História
CNSNews.com foi fundada por L. Brent Bozell III em 16 de junho de 1998, sob o nome Conservative News Service e o nome de domínio era www.conservativenews.org. De acordo com Bozell, o site seria um "relatório de notícia ... não tocado por canais de notícias de televisão tradicionais" e "preencher o vazio crescente notícias deixado pela mídia e estabelecido pela sua perseguição pelo sensacionalismo." Em seu primeiro dia de funcionamento do site teve 61 mil acessos e o nome "CNSNews.com" foi usado pela primeira vez em 15 de junho de 2000.